# 辛德里 (印度)
辛德里（Sindri），是印度贾坎德邦丹巴德县的一个城镇。总人口76827（2001年）。

## 人口
该地2001年总人口76827人，其中男性41584人，女性35243人；0—6岁人口9414人，其中男4824人，女4590人；识字率67.76%，其中男性为76.52%，女性为57.41%。